# 莱夫坎迪

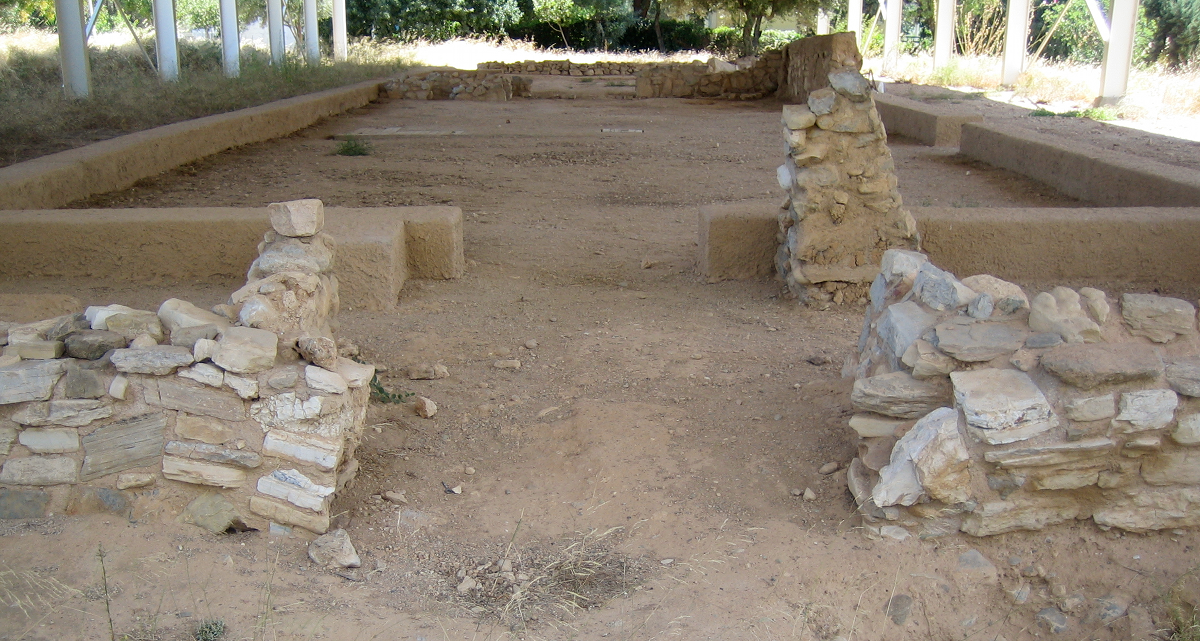
考古遗址

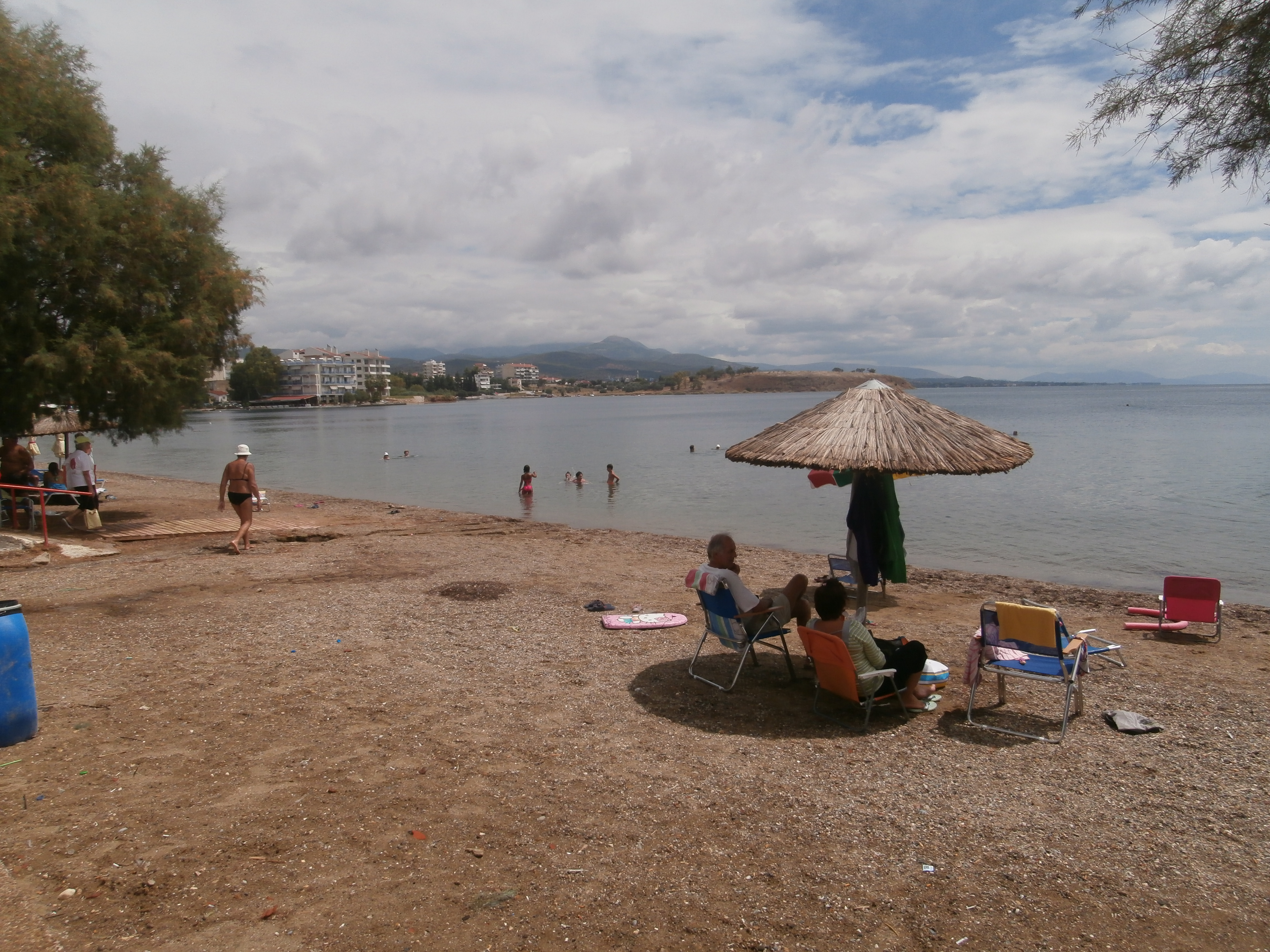
海滩

莱夫坎迪（希臘語：Λευκαντί）是希腊埃维亚岛的一个沿岸村庄，自1967年起英国考古队在此地发现早期青铜器时代的人类墓葬遗址，与希腊黑暗时代为同时期，对研究古希腊早期历史有重要意义。